# 秩序 (白人至上主義團體)
秩序 是1983年9月至1984年12月期间活跃于美国的一个新纳粹恐怖组织。 该组织支持白人至上主义，並且主張消滅非裔美国人、美国犹太人以及混血兒。该组织認為美國聯邦政府被犹太复国主义者控制並向其宣战。 1984年12月，秩序头目被联邦调查局擊斃。 